# Saison 2015-2016 du Stade toulousain
Cette page présente la saison 2015-2016  du Stade toulousain en Top 14 et en European Rugby Champions Cup (ERCC1).
Cette saison est marquée par le départ de l'entraîneur et manager historique Guy Novès, après 40 ans au club et 1079 matchs avec Toulouse (820 comme entraîneur), devenu sélectionneur du XV de France.

## Transferts

### Jokers
| Nom            | Poste           | Nationalité sportive | Joker de                           | Nature du joker | Dernier club    | Mois d'arrivée | Prolongation |
| -------------- | --------------- | -------------------- | ---------------------------------- | --------------- | --------------- | -------------- | ------------ |
| Talalelei Gray | Troisième ligne | Australie            | Thierry Dusautoir, Louis Picamoles | Coupe du monde  | Eastern Suburbs | Juillet 2015   | Oui          |
| Tomas Leonardi | Troisième ligne | Argentine            | Thierry Dusautoir, Louis Picamoles | Coupe du monde  | Édimbourg       | Juillet 2015   | Non          |
| Paul Perez     | Ailier          | Samoa                | Yoann Huget                        | Médical         | Natal Sharks    | Octobre 2015   | Oui          |
| Carl Axtens    | Troisième ligne | Nouvelle-Zélande     | Patricio Albacete                  | Médical         | Bay of Plenty   | Mars 2016      | Oui          |

## Équipe professionnelle

### Effectif
L'effectif professionnel (provisoire, non finalisé) de la saison 2015-2016 compte onze joueurs formés au club. Trente joueurs internationaux figurent dans l'équipe dont dix-sept français, et chacun des postes de l'équipe de France pourrait être occupé par un joueur toulousain.
| Nom                  | Poste                  | Date de naissance | Nationalité sportive | Sélections (PM)      | Club précédent      | Année d'arrivée au club (année) | Âge d'arrivée au club |
| -------------------- | ---------------------- | ----------------- | -------------------- | -------------------- | ------------------- | ------------------------------- | --------------------- |
| Corey Flynn          | Talonneur              | 5 janvier 1981    | Nouvelle-Zélande     | 15 (15)              | Crusaders           | 2014                            | 33 ans                |
| Julien Marchand      | Talonneur              | 10 mai 1995       | France               | France -20           | Formé au club       | 2009                            | 14 ans                |
| Christopher Tolofua  | Talonneur              | 31 décembre 1993  | France               | 3 (0)                | Formé au club       | 2007                            | 13 ans                |
| Dorian Aldegheri     | Pilier                 | 4 août 1993       | France               | -                    | Formé au club       | 2007                            | 14 ans                |
| Cyril Baille         | Pilier                 | 15 septembre 1993 | France               | France -20           | Formé au club       | 2009                            | 16 ans                |
| Census Johnston      | Pilier                 | 6 mai 1981        | Samoa                | 52 (20)              | Saracens            | 2009                            | 28 ans                |
| Vasil Kakovin        | Pilier                 | 1er décembre 1989 | Géorgie              | 13 (5)               | CA Brive            | 2012                            | 22 ans                |
| Gert Muller          | Pilier                 | 5 février 1986    | Afrique du Sud       | -                    | Aviron bayonnais    | 2015                            | 29 ans                |
| Gurthrö Steenkamp    | Pilier                 | 12 juin 1981      | Afrique du Sud       | 40 (30)              | Bulls               | 2011                            | 30 ans                |
| Neemia Tialata       | Pilier                 | 15 juillet 1982   | Nouvelle-Zélande     | 43 (10)              | Aviron bayonnais    | 2014                            | 31 ans                |
| Patricio Albacete    | Deuxième ligne         | 9 décembre 1981   | Argentine            | 46 (5)               | Section paloise     | 2006                            | 25 ans                |
| Grégory Lamboley     | Deuxième ligne         | 12 janvier 1982   | France               | 14 (5)               | Formé au club       | 2000                            | 18 ans                |
| Yoann Maestri        | Deuxième ligne         | 14 janvier 1988   | France               | 47 (5)               | RC Toulon           | 2009                            | 21 ans                |
| Edwin Maka           | Deuxième ligne         | 25 février 1993   | Tonga                | -                    | Formé au club       | 2012                            | 19 ans                |
| Romain Millo-Chluski | Deuxième ligne         | 20 avril 1983     | France               | 18 (0)               | Formé au club       | 2002                            | 19 ans                |
| Iosefa Tekori        | Deuxième ligne         | 17 décembre 1983  | Samoa                | 34 (20)              | Castres olympique   | 2013                            | 29 ans                |
| Yacouba Camara       | Troisième ligne aile   | 2 juin 1994       | France               | 3 (0)                | RC Massy Essonne    | 2013                            | 19 ans                |
| Thierry Dusautoir    | Troisième ligne aile   | 18 novembre 1981  | France               | 80 (30)              | Biarritz olympique  | 2006                            | 25 ans                |
| Talalelei Gray       | Troisième ligne aile   | 28 février 1990   | Australie            | Australie 7          | Waratahs            | 2015                            | 25 ans                |
| Carl Axtens          | Troisième ligne aile   | 26 août 1991      | Nouvelle-Zélande     | Nouvelle-Zélande -20 | Bay of Plenty       | 2016                            | 24 ans                |
| Imanol Harinordoquy  | Troisième ligne aile   | 20 février 1980   | France               | 82 (65)              | Biarritz olympique  | 2014                            | 34 ans                |
| François Cros        | Troisième ligne centre | 25 mars 1994      | France               | France -20           | Formé au club       | 2009                            | 15 ans                |
| Gillian Galan        | Troisième ligne centre | 7 août 1991       | France               | France -20           | Formé au club       | 2007                            | 16 ans                |
| Louis Picamoles      | Troisième ligne centre | 5 février 1986    | France               | 52 (35)              | Montpellier HR      | 2009                            | 23 ans                |
| Sébastien Bézy       | Demi de mêlée          | 22 novembre 1991  | France               | 5 (0)                | Formé au cub        | 2006                            | 15 ans                |
| Jean-Marc Doussain   | Demi de mêlée          | 12 février 1991   | France               | 12 (33)              | Formé au club       | 2007                            | 17 ans                |
| David Mélé           | Demi de mêlée          | 22 octobre 1985   | France               | -                    | Leicester Tigers    | 2015                            | 30 ans                |
| Toby Flood           | Demi d'ouverture       | 8 août 1985       | Angleterre           | 60 (301)             | Leicester Tigers    | 2014                            | 28 ans                |
| Luke McAlister       | Demi d'ouverture       | 28 août 1983      | Nouvelle-Zélande     | 30 (153)             | Auckland Blues      | 2011                            | 27 ans                |
| Yann David           | Centre                 | 15 avril 1988     | France               | 4 (0)                | CS Bourgoin-Jallieu | 2009                            | 21 ans                |
| Gaël Fickou          | Centre                 | 26 mars 1994      | France               | 19 (15)              | Formé au club       | 2012                            | 18 ans                |
| Florian Fritz        | Centre                 | 17 janvier 1984   | France               | 34 (24)              | CS Bourgoin-Jallieu | 2004                            | 20 ans                |
| Jarrod Poï           | Centre                 | 22 février 1994   | Nouvelle-Zélande     | Nouvelle-Zélande -20 | Tarbes Pyrénées     | 2015                            | 21 ans                |
| Arthur Bonneval      | Ailier                 | 31 mai 1995       | France               | France - 20          | Formé au club       | 2001                            | 18 ans                |
| Vincent Clerc        | Ailier                 | 7 mai 1981        | France               | 67 (170)             | FC Grenoble         | 2002                            | 21 ans                |
| Yoann Huget          | Ailier                 | 2 juin 1987       | France               | 41 (35)              | Bayonne             | 2012                            | 25 ans                |
| Semi Kunatani        | Ailier                 | 27 octobre 1990   | Fidji                | Fidji 7              | Fidji 7             | 2015                            | 24 ans                |
| Timoci Matanavou     | Ailier                 | 8 juillet 1984    | Fidji                | 3 (5)                | Stade montois       | 2011                            | 26 ans                |
| Alexis Palisson      | Ailier                 | 9 septembre 1987  | France               | 21 (10)              | RC Toulon           | 2014                            | 26 ans                |
| Paul Perez           | Ailier                 | 26 juillet 1986   | Samoa                | 15 (15)              | Natal Sharks        | 2015                            | 29 ans                |
| Maxime Médard        | Arrière                | 16 novembre 1986  | France               | 46 (63)              | Formé au club       | 2004                            | 18 ans                |
| Clément Poitrenaud   | Arrière                | 20 mai 1982       | France               | 47 (35)              | Formé au club       | 1988                            | 6 ans                 |
| Thomas Ramos         | Arrière                | 23 mai 1995       | France               | France -20           | Formé au club       | 2012                            | 17 ans                |

### Débuts professionnels
Un joueur issu du centre de formation du Stade toulousain fait ses débuts dans le monde professionnel, il s'agit de François Cros qui profite d'un match de coupe d'Europe, alors que le Stade toulousain est déjà éliminé de la compétition pour faire ses débuts face à Oyonnax.
| Nom           | Poste           | Date            | Adversaire | Stade          | Âge    | Compétition    | Matches (points) |
| ------------- | --------------- | --------------- | ---------- | -------------- | ------ | -------------- | ---------------- |
| François Cros | Troisième ligne | 16 janvier 2016 | US Oyonnax | Charles-Mathon | 21 ans | Coupe d'Europe | 9 (0)            |

### Staff
Le staff d'encadrement subit une modification majeure avec l'arrivée de Ugo Mola et Fabien Pelous à la suite du départ de Guy Novès.

#### Entraineurs
| Nom                     | Rôle                                                | Nationalité sportive | Ancien Club      | Ancienne fonction    | Ancien joueur du club | Année d'arrivée |
| ----------------------- | --------------------------------------------------- | -------------------- | ---------------- | -------------------- | --------------------- | --------------- |
| Fabien Pelous           | Directeur sportif                                   | France               | France -20       | Sélectionneur        | Oui                   | 2015            |
| Ugo Mola                | Entraineur en chef                                  | France               | SC Albi          | Entraineur principal | Oui                   | 2015            |
| William Servat          | Entraineur des avants                               | France               | Stade toulousain | Joueur               | Oui                   | 2012            |
| Jean-Baptiste Élissalde | Entraineur des arrières                             | France               | Stade toulousain | Joueur               | Oui                   | 2010            |
| Pierre-Henry Broncan    | Entraineur de la défense et responsable recrutement | France               | Tarbes           | Entraineur principal | Non                   | 2015            |

#### Staff Médical
- Albert Sadacca (médecin)
- Michel Laurent (médecin)
- Bruno Jouan (kinésithérapeute, ostéopathe)
- Benoît Castéra (kinésithérapeute)

#### Préparteurs physiques
- Grégory Marquet
- Zeba Traoré (ancien sprinteur du Burkina Faso)
- Saad Drissi
- Simon Barrué

#### Secteur vidéo
- Frédéric Gabas
- Laurent Thuéry (qui joue également en fédérale 1 à l'Avenir valencien)

## Déroulement de la saison
Dans l'European Rugby Champions Cup le Stade toulousain fait partie de la poule 1 et sera opposé aux Anglais Saracens aux Irlandais d'Ulster Rugby et aux Français de l'US Oyonnax.
Budget
Avec un budget de 30,87 millions d'euros, le Stade toulousain dispose du plus gros budget du Top 14.

### Calendrier et résultats
| Date du match     | Domicile              | Extérieur             | Score (bonus) | Lieu du match               | Catégorie             | Classement |
| ----------------- | --------------------- | --------------------- | ------------- | --------------------------- | --------------------- | ---------- |
| 7 août 2015       | Stade toulousain      | Racing 92             | 15 - 14       | Stade Albert-Domec          | Amical                | -          |
| 13 août 2015      | Stade toulousain      | US Oyonnax            | 12 - 9        | Stade Michel-Millet         | Amical                | -          |
| 22 août 2015      | Stade toulousain      | CA Brive              | 24 - 7        | Stade Ernest-Wallon         | 1re journée de Top 14 | 4e         |
| 29 août 2015      | SU Agen               | Stade toulousain      | 9 - 20        | Stade Armandie              | 2e journée de Top 14  | 2e         |
| 5 septembre 2015  | Stade toulousain      | Castres olympique     | 37 - 20       | Stade Ernest-Wallon         | 3e journée de Top 14  | 2e         |
| 13 septembre 2015 | Section paloise       | Stade toulousain      | 9 - 6 (BD)    | Stade du Hameau             | 4e journée de Top 14  | 3e         |
| 9 octobre 2015    | SC Albi               | Stade toulousain      | 19 - 14       | Stadium municipal           | Amical                | -          |
| 16 octobre 2015   | Stade toulousain      | Stade rochelais       | 39 - 22       | Stade Ernest-Wallon         | 5e journée de Top 14  | 3e         |
| 24 octobre 2015   | Union Bordeaux-Bègles | Stade toulousain      | 12 - 10 (BD)  | Stade Jacques-Chaban-Delmas | 6e journée de Top 14  | 4e         |
| 31 octobre 2015   | Montpellier HR        | Stade toulousain      | 25 - 33       | Altrad Stadium              | 7e journée de Top 14  | 3e         |
| 7 novembre 2015   | Stade toulousain      | FC Grenoble           | (BO) 52 - 12  | Stade Ernest-Wallon         | 8e journée de Top 14  | 2e         |
| 14 novembre 2015  | Saracens              | Stade toulousain      | 32 - 7        | Allianz Park                | 1re journée d'ERCC1   | 3e         |
| 21 novembre 2015  | Stade toulousain      | US Oyonnax            | 24 - 18 (BD)  | Stade Ernest-Wallon         | 2e journée d'ERCC1    | 2e         |
| 28 novembre 2015  | Racing 92             | Stade toulousain      | 28 - 13       | Stade Yves-du-Manoir        | 9e journée de Top 14  | 3e         |
| 5 décembre 2015   | Stade toulousain      | US Oyonnax            | (BO) 27 - 3   | Stade Ernest-Wallon         | 10e journée de Top 14 | 3e         |
| 11 décembre 2015  | Ulster                | Stade toulousain      | (BO) 38 - 0   | Kingspan Stadium            | 3e journée d'ERCC1    | 3e         |
| 20 décembre 2015  | Stade toulousain      | Ulster                | (BD) 23 - 25  | Stade Ernest-Wallon         | 4e journée d'ERCC1    | 3e         |
| 27 décembre 2015  | Stade toulousain      | RC Toulon             | (BO) 31 - 8   | Stadium                     | 11e journée de Top 14 | 1er        |
| 3 janvier 2016    | Stade français Paris  | Stade toulousain      | 18 - 17 (BD)  | Stade Jean-Bouin            | 12e journée de Top 14 | 3e         |
| 16 janvier 2016   | US Oyonnax            | Stade toulousain      | (BO) 32 - 14  | Stade Charles-Mathon        | 5e journée d'ERCC1    | 4e         |
| 23 janvier 2016   | Stade toulousain      | Saracens              | 17 - 28       | Stade Ernest-Wallon         | 6e journée d'ERCC1    | 4e         |
| 30 janvier 2016   | Stade toulousain      | Section paloise       | (BO) 54 - 3   | Stade Ernest-Wallon         | 14e journée de Top 14 | 2e         |
| 11 février 2016   | Stade toulousain      | Sharks                | 17 - 31       | Stade Ernest-Wallon         | Amical                | -          |
| 20 février 2016   | Stade rochelais       | Stade toulousain      | 28 - 8        | Stade Marcel-Deflandre      | 15e journée de Top 14 | 3e         |
| 28 février 2016   | Stade toulousain      | Montpellier HR        | (BD) 29 - 31  | Stade Ernest-Wallon         | 16e journée de Top 14 | 5e         |
| 5 mars 2016       | CA Brive              | Stade toulousain      | 21 - 21       | Stade Amédée-Domenech       | 17e journée de Top 14 | 5e         |
| 11 mars 2016      | Stade toulousain      | Union Bordeaux-Bègles | 13 - 13       | Stade Ernest-Wallon         | 18e journée de Top 14 | 6e         |
| 20 mars 2016      | ASM Clermont          | Stade toulousain      | 32 - 23       | Stade Marcel-Michelin       | 13e journée de Top 14 | 6e         |
| 27 mars 2016      | Stade toulousain      | Stade français Paris  | (BO) 36 - 3   | Stade Ernest-Wallon         | 19e journée de Top 14 | 6e         |
| 2 avril 2016      | Castres olympique     | Stade toulousain      | 15 - 9        | Stade Pierre-Antoine        | 20e journée de Top 14 | 6e         |
| 17 avril 2016     | Stade toulousain      | Racing 92             | 14 - 3        | Stadium                     | 21e journée de Top 14 | 5e         |
| 30 avril 2016     | RC Toulon             | Stade toulousain      | (BD) 10 - 12  | Allianz Riviera             | 22e journée de Top 14 | 5e         |
| 8 mai 2016        | Stade toulousain      | SU Agen               | (BO) 52 - 19  | Stade Ernest-Wallon         | 23e journée de Top 14 | 5e         |
| 21 mai 2016       | US Oyonnax            | Stade toulousain      | 17 - 25       | Stade Charles-Mathon        | 24e journée de Top 14 | 5e         |
| 29 mai 2016       | Stade toulousain      | ASM Clermont          | 22 - 11       | Stade Ernest-Wallon         | 25e journée de Top 14 | 5e         |
| 5 juin 2016       | FC Grenoble           | Stade toulousain      | 14 - 53 (BO)  | Stade des Alpes             | 26e journée de Top 14 | 5e         |
| 11 juin 2016      | Racing 92             | Stade toulousain      | 21 - 16       | Stade Yves-du-Manoir        | Barrage de Top 14     | Éliminé    |

## Statistiques

### Statistiques collectives
| Rang | Club                   | J  | V  | N | D  | Em | Ee | Bo | Bd | Pm  | Pe  | Diff | Pts |
| ---- | ---------------------- | -- | -- | - | -- | -- | -- | -- | -- | --- | --- | ---- | --- |
| 1    | ASM Clermont           | 26 | 18 | 1 | 7  | 75 | 31 | 10 | 4  | 735 | 431 | +304 | 88  |
| 2    | RC Toulon              | 26 | 16 | 0 | 10 | 89 | 35 | 11 | 7  | 764 | 446 | +318 | 82  |
| 3    | Montpellier HR         | 26 | 18 | 0 | 8  | 68 | 49 | 7  | 2  | 723 | 569 | +154 | 81  |
| 4    | Racing 92              | 26 | 18 | 1 | 7  | 62 | 36 | 5  | 2  | 614 | 522 | +92  | 81  |
| 5    | Stade toulousain       | 26 | 16 | 2 | 8  | 76 | 33 | 7  | 4  | 680 | 393 | +287 | 79  |
| 6    | Castres olympique      | 26 | 15 | 0 | 11 | 67 | 35 | 6  | 5  | 650 | 496 | +154 | 71  |
| 7    | Union Bordeaux Bègles  | 26 | 14 | 2 | 10 | 44 | 45 | 3  | 4  | 552 | 503 | +49  | 67  |
| 8    | CA Brive               | 26 | 13 | 1 | 12 | 41 | 48 | 4  | 4  | 540 | 544 | -4   | 62  |
| 9    | Stade rochelais        | 26 | 11 | 0 | 15 | 49 | 60 | 4  | 6  | 553 | 656 | -103 | 54  |
| 10   | FC Grenoble            | 26 | 10 | 0 | 16 | 58 | 90 | 4  | 3  | 605 | 779 | -174 | 47  |
| 11   | Section paloise P      | 26 | 10 | 1 | 15 | 30 | 73 | 1  | 3  | 420 | 675 | -255 | 46  |
| 12   | Stade français Paris T | 26 | 9  | 0 | 17 | 44 | 60 | 2  | 3  | 543 | 631 | -88  | 41  |
| 13   | SU Agen P              | 26 | 5  | 0 | 21 | 47 | 99 | 1  | 5  | 531 | 846 | -315 | 26  |
| 14   | Oyonnax Rugby          | 26 | 5  | 0 | 21 | 37 | 92 | 2  | 2  | 429 | 847 | -418 | 24  |

| Rang | Équipe           | J | V | N | D | Em | Ee | Bo | Bd | Pm  | Pe  | Diff | Pts |
| ---- | ---------------- | - | - | - | - | -- | -- | -- | -- | --- | --- | ---- | --- |
| 1    | Saracens         | 6 | 6 | 0 | 0 | 26 | 8  | 4  | 0  | 220 | 73  | +147 | 28  |
| 2    | Ulster           | 6 | 4 | 0 | 2 | 21 | 12 | 2  | 0  | 169 | 109 | +60  | 18  |
| 3    | Oyonnax Rugby    | 6 | 1 | 0 | 5 | 10 | 30 | 1  | 2  | 99  | 218 | -119 | 7   |
| 4    | Stade toulousain | 6 | 1 | 0 | 5 | 11 | 18 | 0  | 1  | 85  | 173 | -88  | 5   |

## Statistiques Top 14

### Meilleur réalisateur

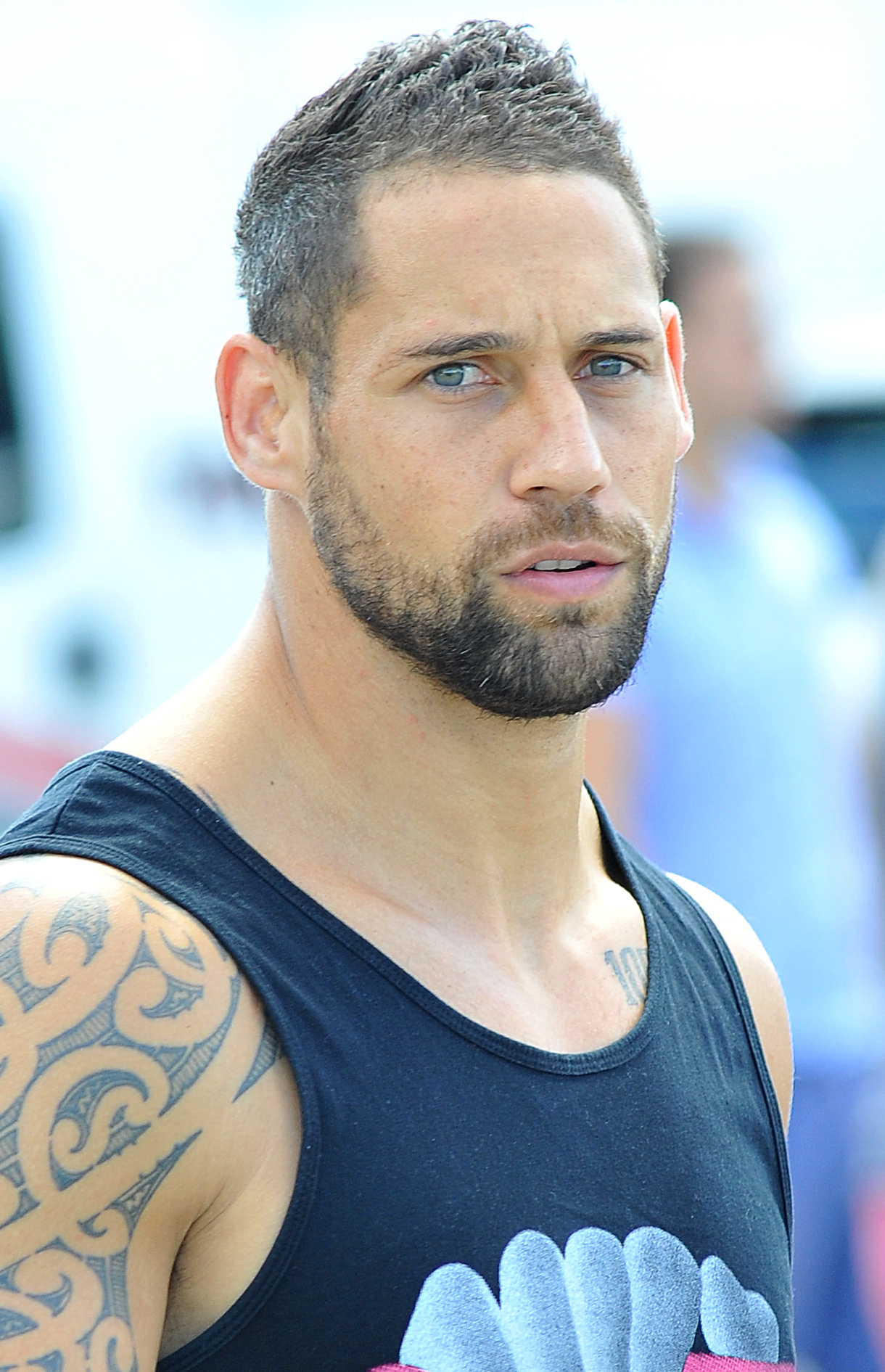
Luke McAlister
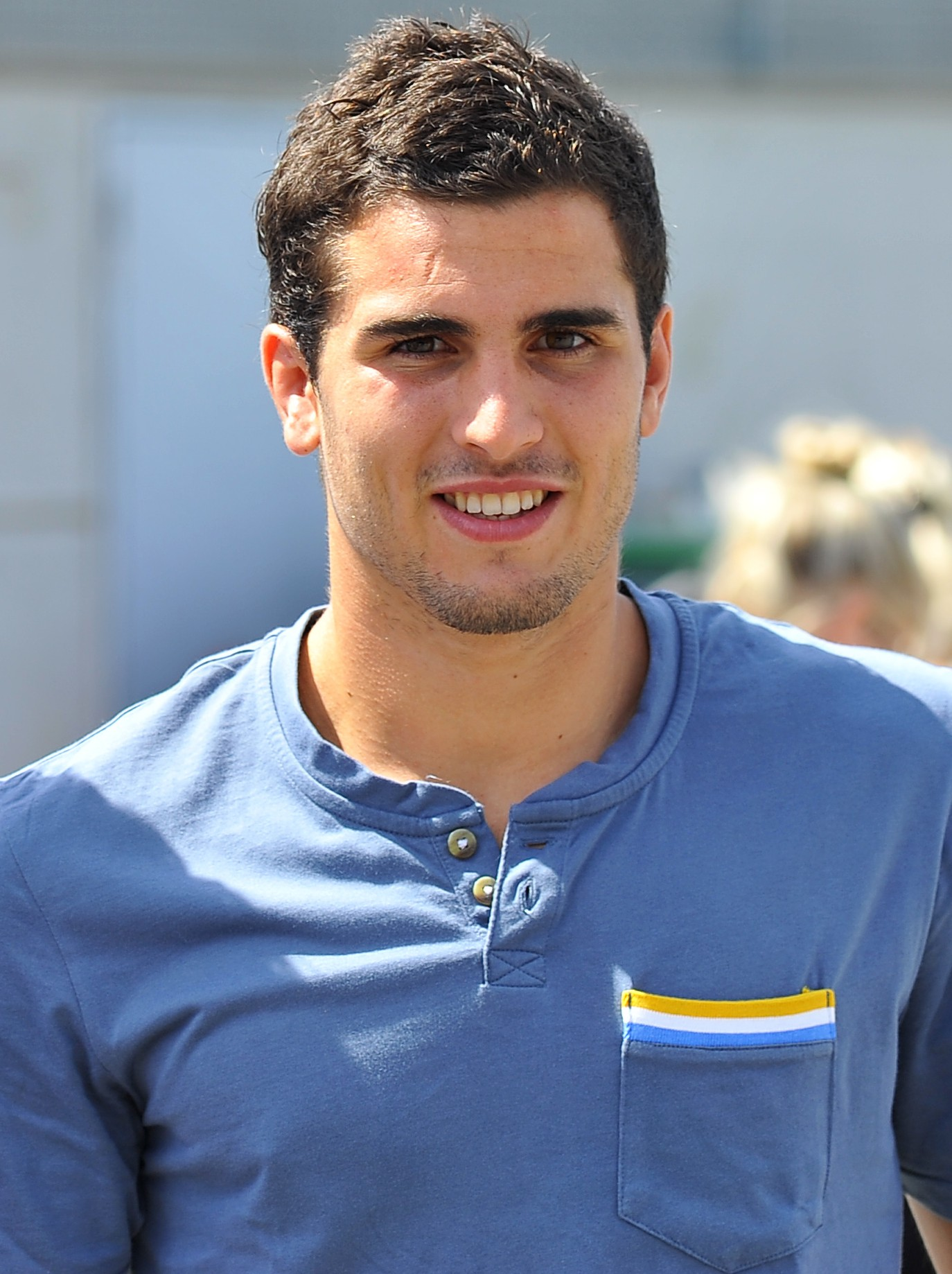
Sébastien Bézy

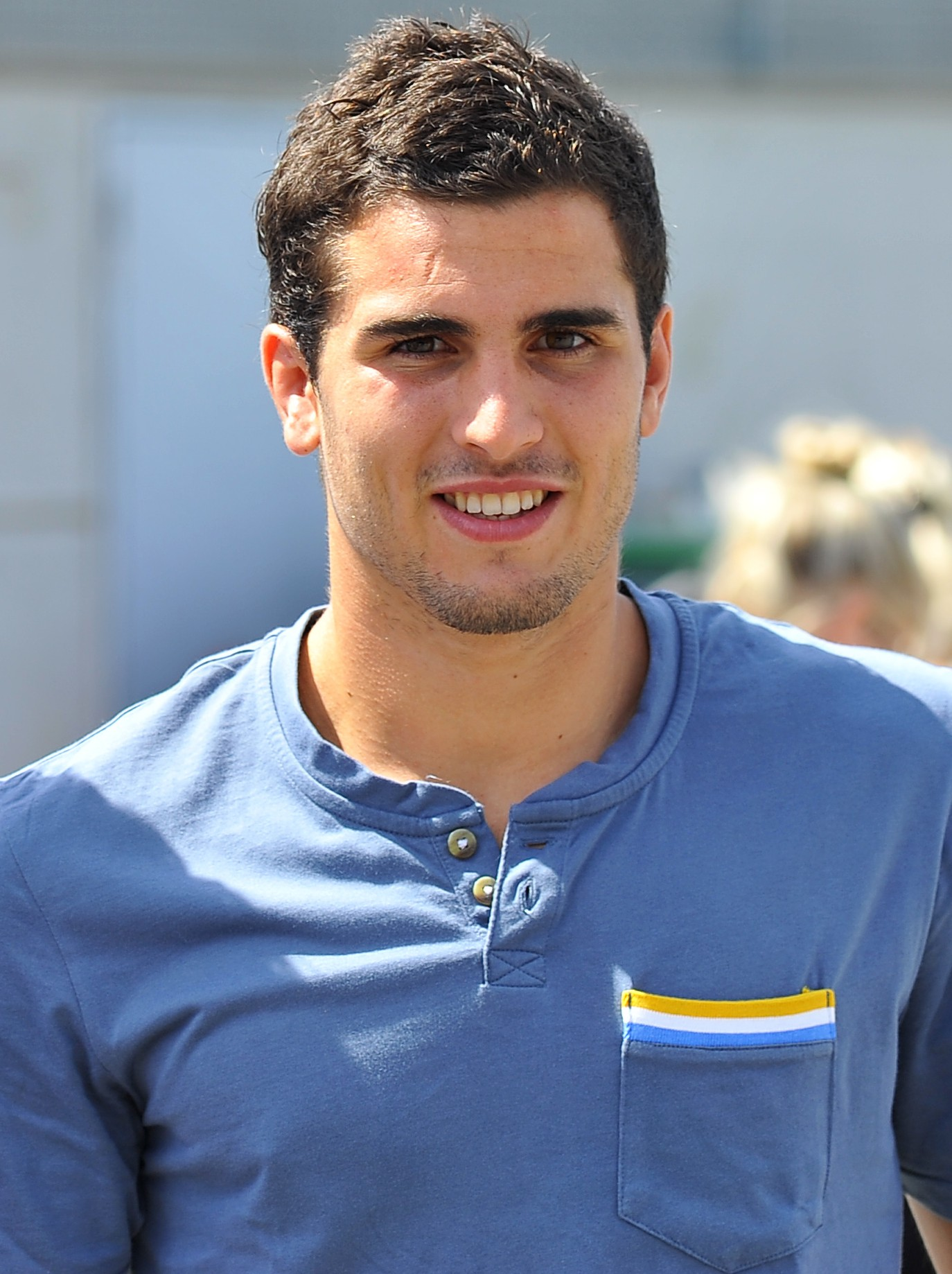
Sébastien Bézy
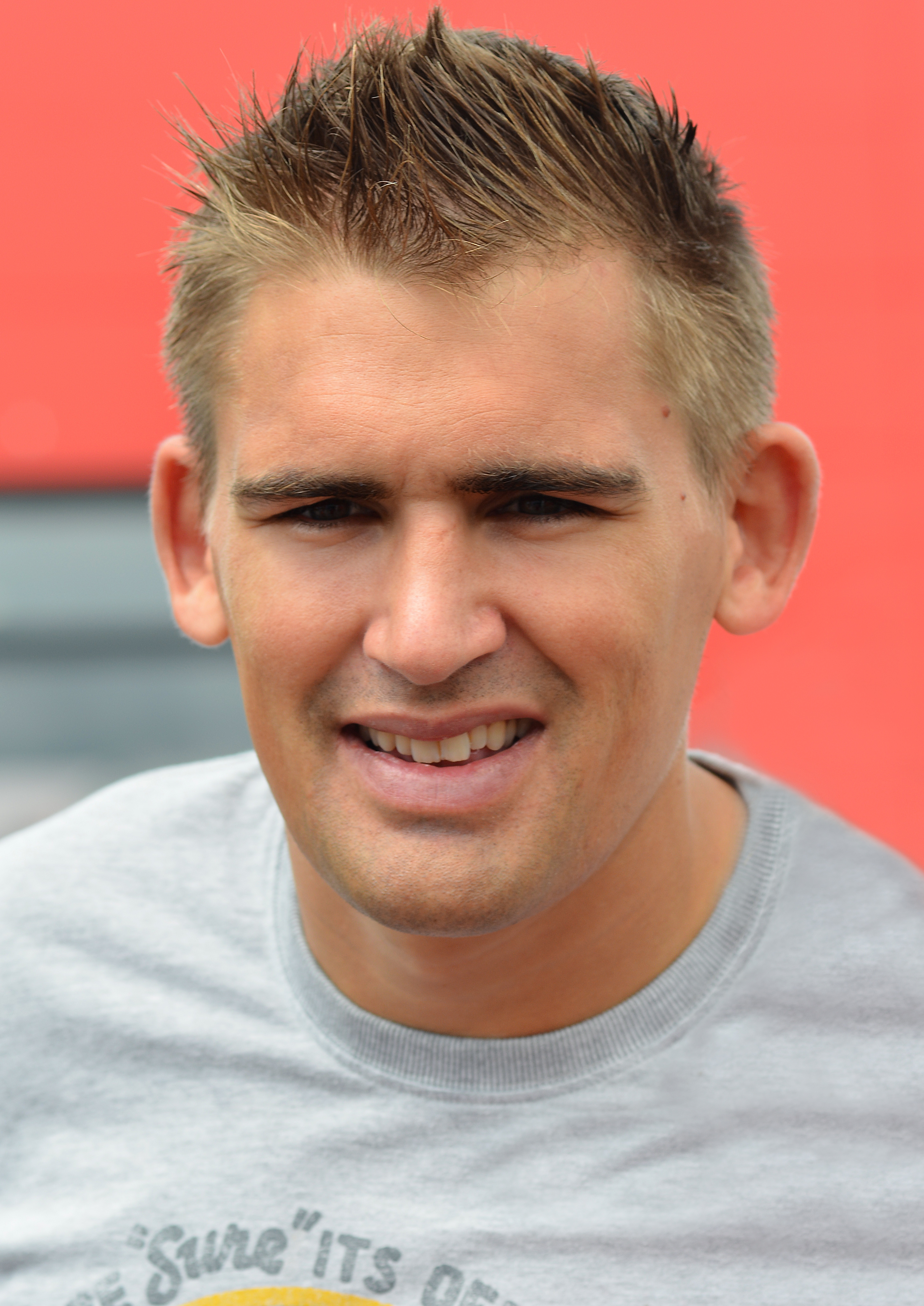
Toby Flood
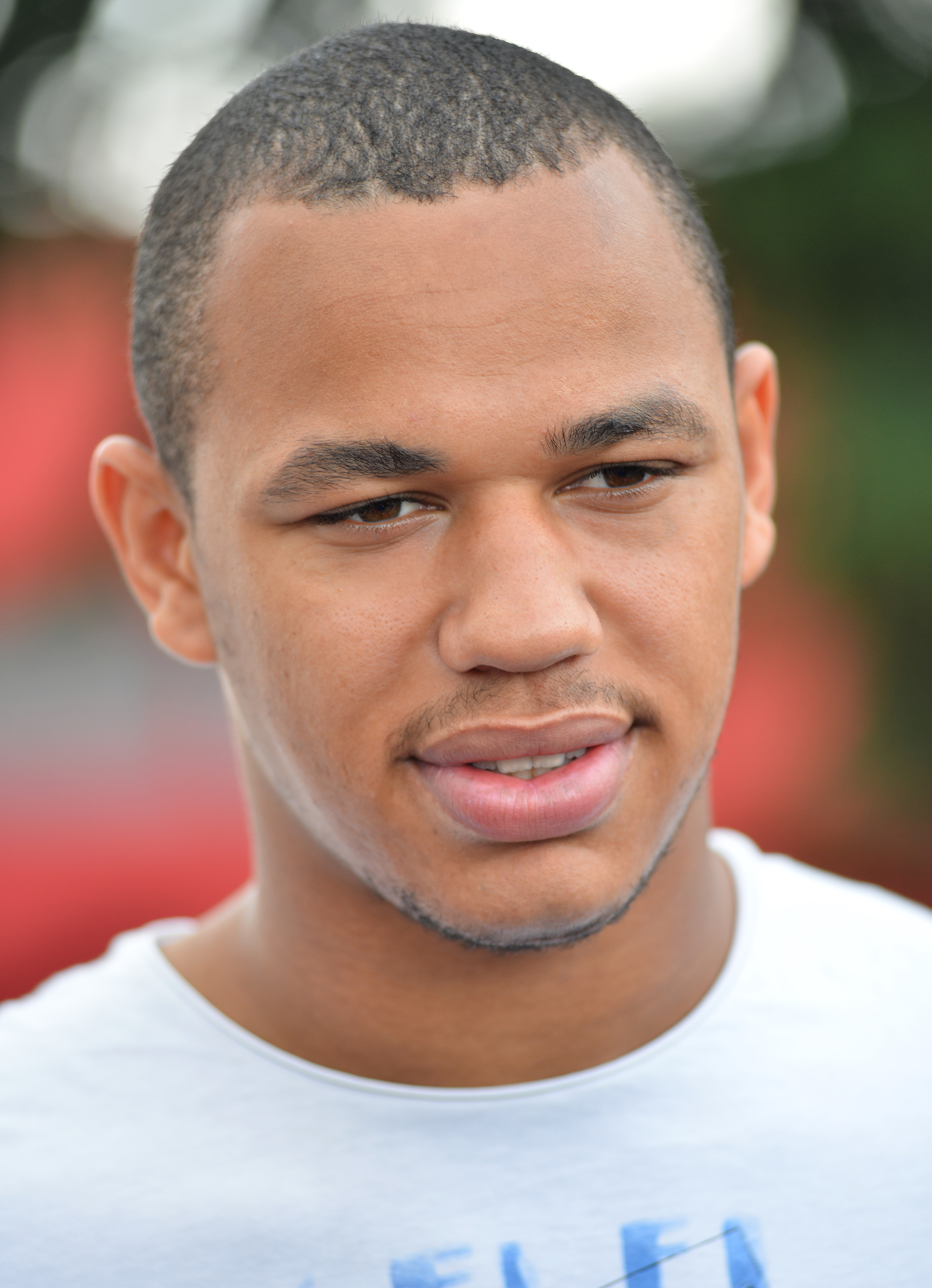
Gaël Fickou
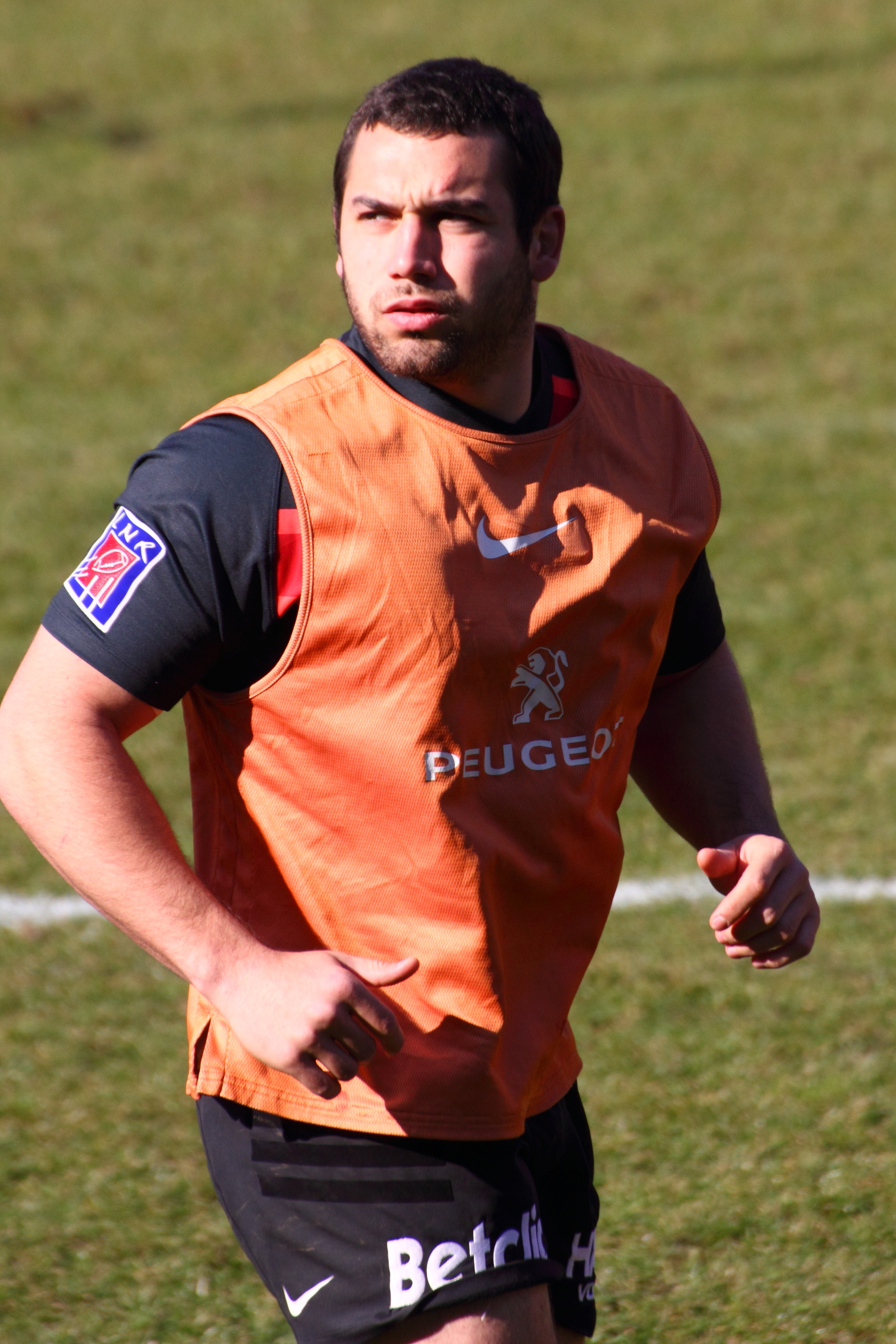
Jean-Marc Doussain

| Rang | Joueur             | Poste                  | Points | Essais | Transf. | Pén. | Drops |
| ---- | ------------------ | ---------------------- | ------ | ------ | ------- | ---- | ----- |
| 1    | Sébastien Bézy     | Demi de mêlée          | 178    | 6      | 35      | 26   | 0     |
| 2    | Toby Flood         | Demi d'ouverture       | 77     | 4      | 12      | 11   | 0     |
| 3    | Gaël Fickou        | Centre                 | 50     | 10     | 0       | 0    | 0     |
| 4    | Jean-Marc Doussain | Demi de mêlée          | 41     | 0      | 7       | 9    | 0     |
| 5    | Vincent Clerc      | Ailier                 | 35     | 7      | 0       | 0    | 0     |
| -    | Gillian Galan      | Troisième ligne centre | 35     | 7      | 0       | 0    | 0     |

### Meilleur marqueur
- Gaël Fickou
- Vincent Clerc
- Gillian Galan

| Rang | Joueur         | Poste                  | Essais |
| ---- | -------------- | ---------------------- | ------ |
| 1    | Gaël Fickou    | Centre                 | 10     |
| 2    | Vincent Clerc  | Ailier                 | 7      |
| -    | Gillian Galan  | Troisième ligne centre | 7      |
| 4    | Sébastien Bézy | Demi de mêlée          | 6      |
| 5    | Paul Perez     | Ailier                 | 5      |
| -    | Maxime Médard  | Arrière                | 5      |

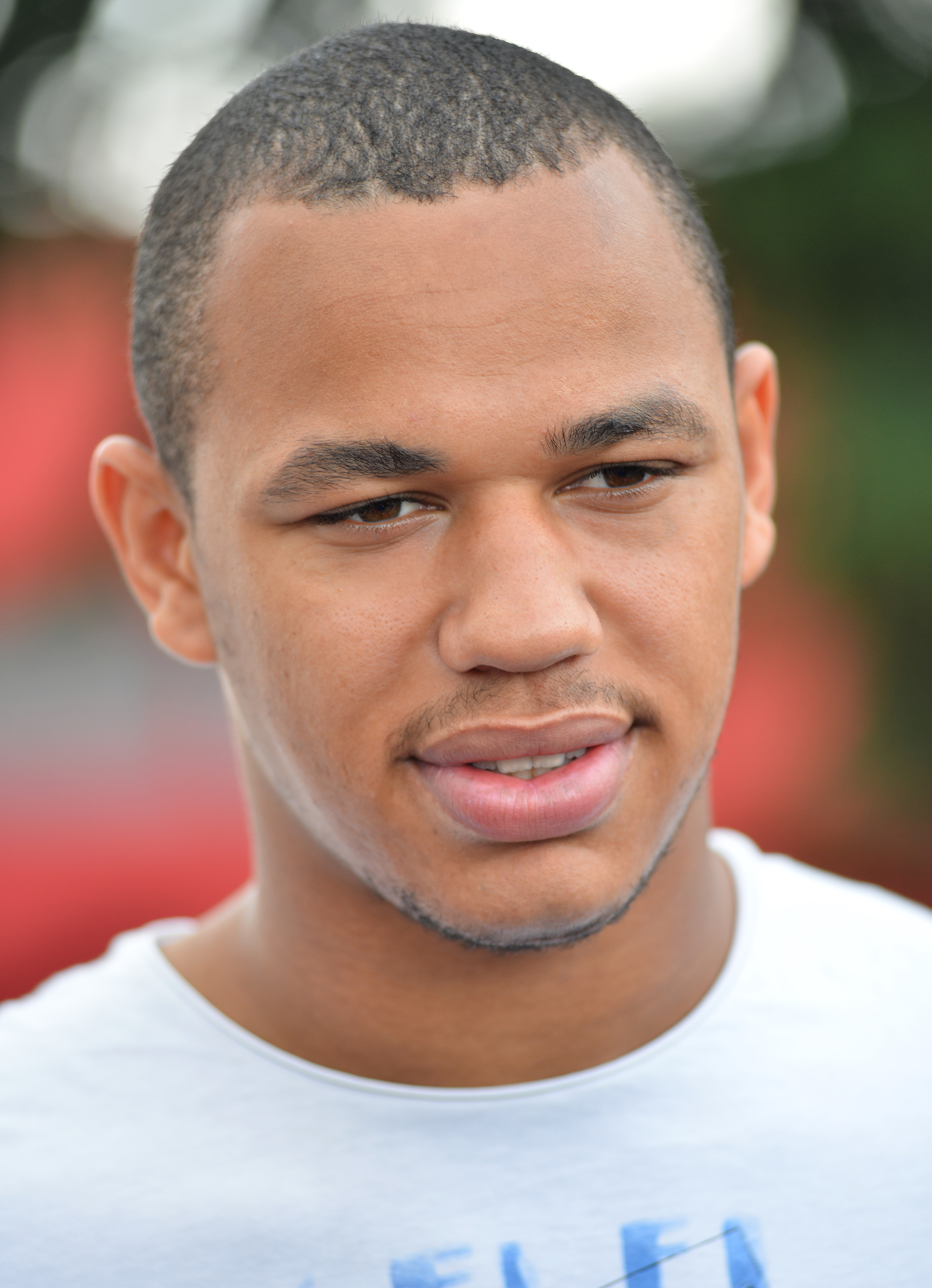
Gaël Fickou
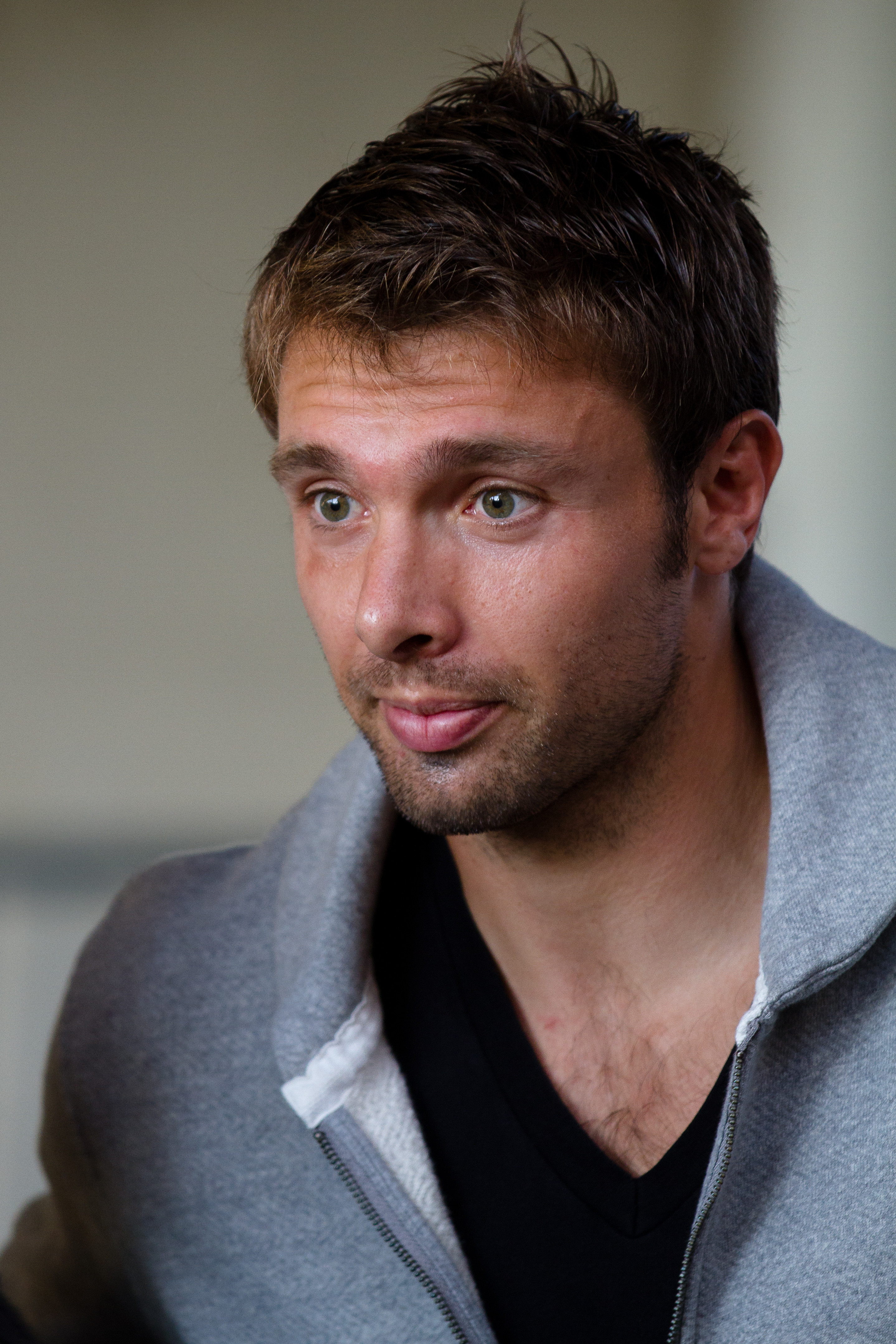
Vincent Clerc
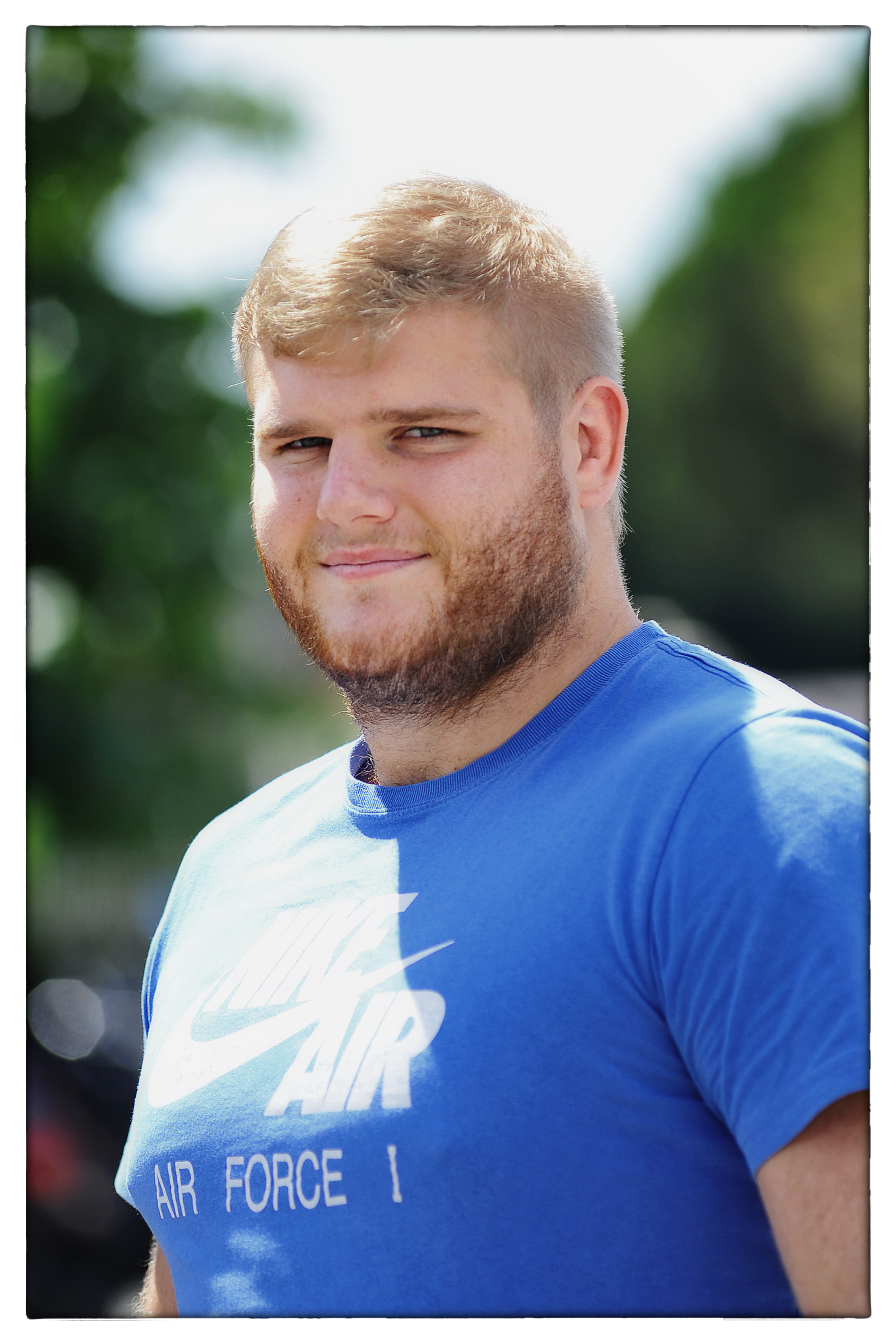
Gillian Galan

Meilleur réalisateur : Sébastien Bézy (178 points)

Meilleurs marqueurs : Gaël Fickou (10 essais)

Joueur le plus utilisé : Vincent Clerc (1 733 minutes, 23 matchs dont 22 en tant que titulaire)

## Statistiques Champions Cup

### Meilleur réalisateur
- Luke McAlister
- Sébastien Bézy

| Rang | Joueur         | Poste                  | Points | Essais | Transf. | Pén. | Drops |
| ---- | -------------- | ---------------------- | ------ | ------ | ------- | ---- | ----- |
| 1    | Luke McAlister | Demi d'ouverture       | 19     | 2      | 3       | 1    | 0     |
| 2    | Sébastien Bézy | Demi de mêlée          | 13     | 0      | 2       | 3    | 0     |
| 3    | Maxime Médard  | Arrière                | 10     | 2      | 0       | 0    | 0     |
| -    | Gaël Fickou    | Centre                 | 10     | 2      | 0       | 0    | 0     |
| -    | Gillian Galan  | Troisième ligne centre | 10     | 2      | 0       | 0    | 0     |
| -    | Luke McAlister | Demi d'ouverture       | 10     | 2      | 0       | 0    | 0     |

### Meilleur marqueur
- Maxime Médard
- Gaël Fickou
- Gillian Galan
- Luke McAlister

| Rang | Joueur              | Poste                  | Essais |
| ---- | ------------------- | ---------------------- | ------ |
| 1    | Maxime Médard       | Arrière                | 2      |
| -    | Gaël Fickou         | Centre                 | 2      |
| -    | Gillian Galan       | Troisième ligne centre | 2      |
| -    | Luke McAlister      | Demi d'ouverture       | 2      |
| 2    | Christopher Tolofua | Talonneur              | 1      |
| -    | Timoci Matanavou    | Ailier                 | 1      |
| -    | Louis Picamoles     | Troisième ligne centre | 1      |

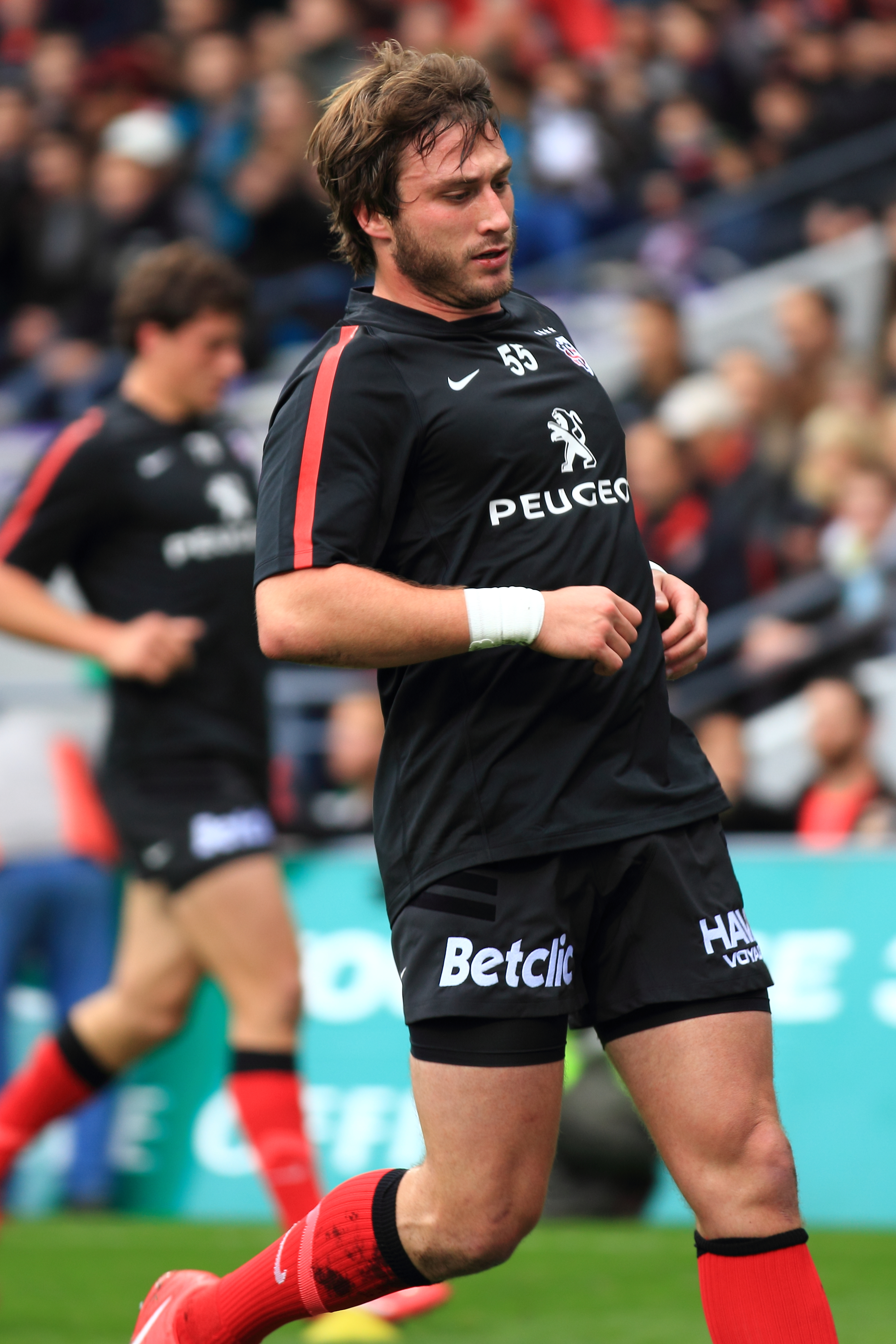
Maxime Médard
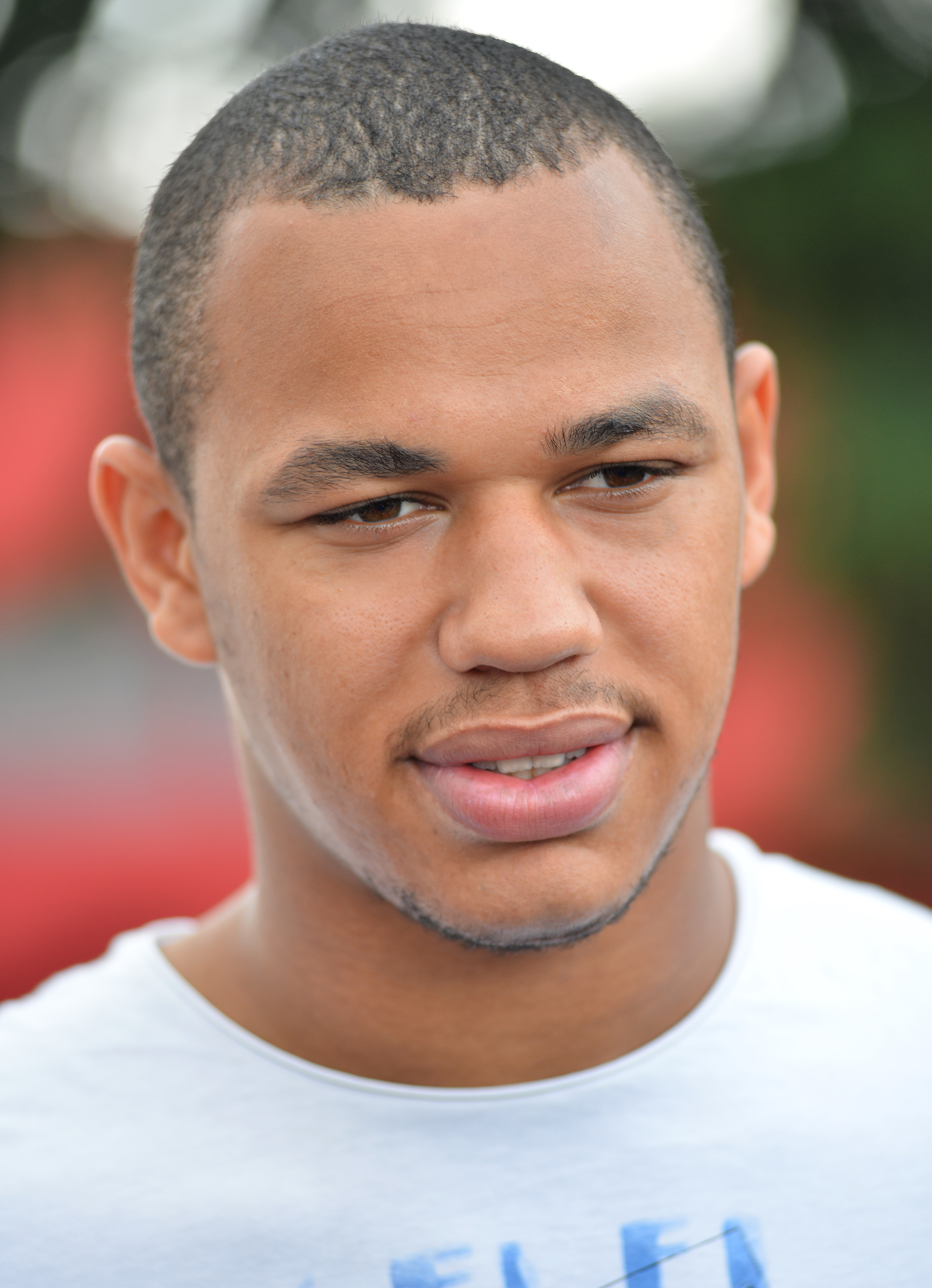
Gaël Fickou
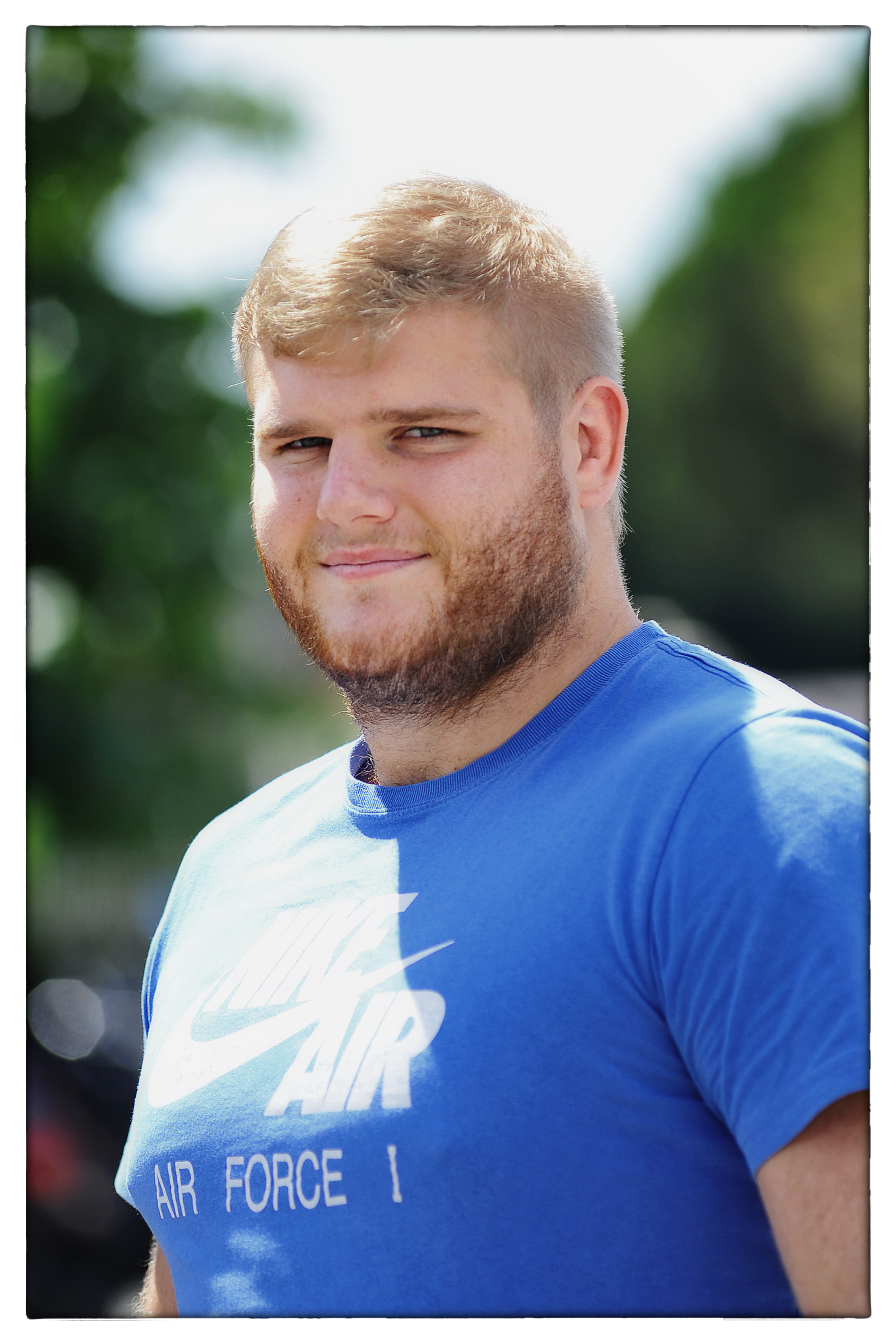
Gillian Galan
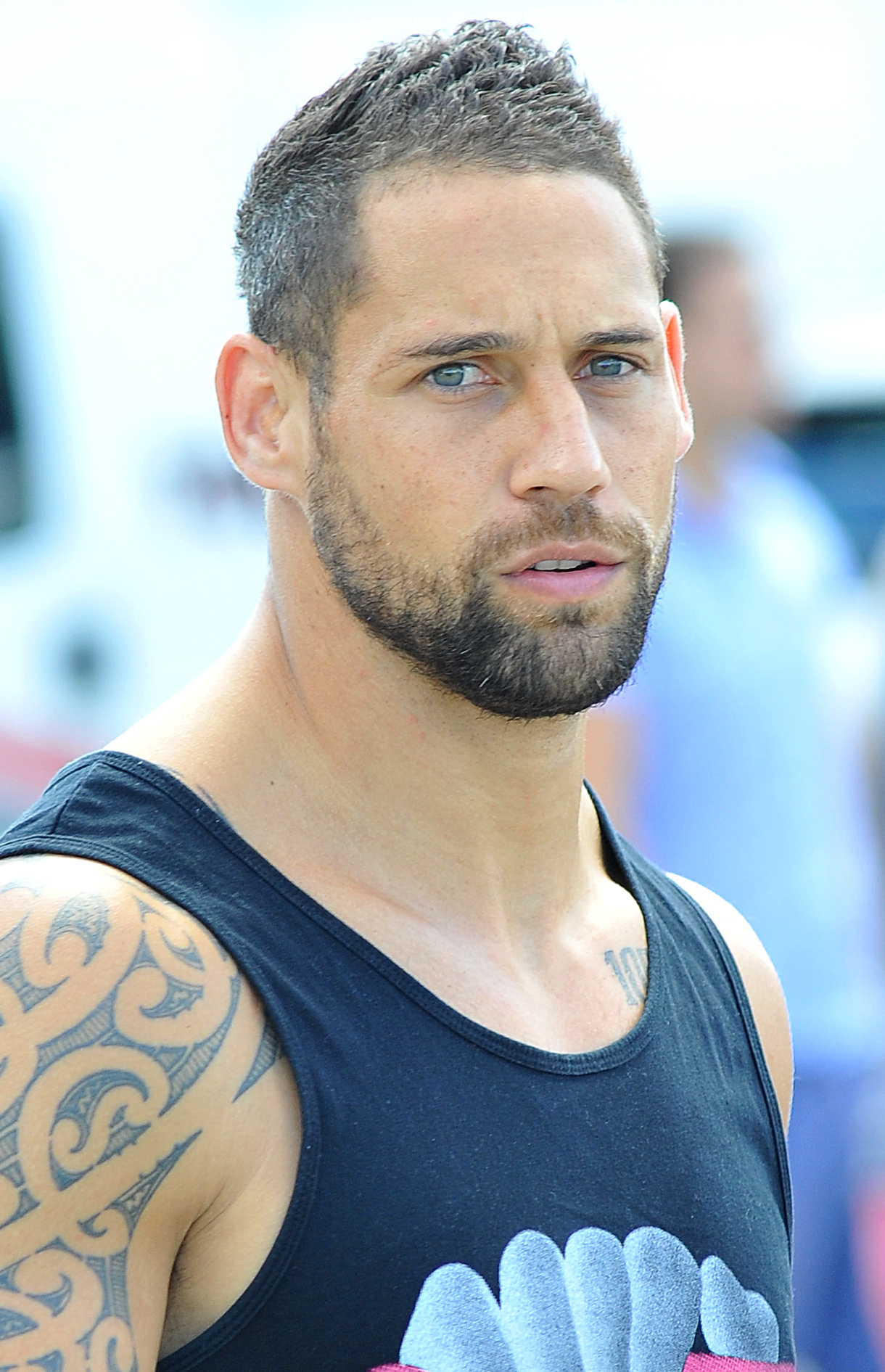
Luke McAlister

Meilleur réalisateur : Luke McAlister (19 points)

Meilleurs marqueurs : Maxime Médard, Gaël Fickou, Gillian Galan et Luke McAlister (2 essais)

Joueur le plus utilisé : Luke McAlister (387 minutes, 6 matchs dont 5 en tant que titulaire)

## Sélections internationales
| Joueur             | Poste                  | Pays   | Compétition                                            | Sélections (points) |
| ------------------ | ---------------------- | ------ | ------------------------------------------------------ | ------------------- |
| Sébastien Bézy     | Demi de mêlée          | France | Tournoi des Six Nations Tournée de juin                | 7 (0)               |
| Yacouba Camara     | Troisième ligne aile   | France | Tournoi des Six Nations                                | 3 (0)               |
| Jean-Marc Doussain | Demi de mêlée          | France | Tournoi des Six Nations                                | 2 (0)               |
| Thierry Dusautoir  | Troisième ligne aile   | France | Coupe du monde                                         | 4 (0)               |
| Gaël Fickou        | Centre                 | France | Coupe du monde Tournoi des Six Nations Tournée de juin | 8 (10)              |
| Yoann Huget        | Ailier                 | France | Coupe du monde                                         | 1 (0)               |
| Yoann Maestri      | Deuxième ligne         | France | Coupe du monde Tournoi des Six Nations Tournée de juin | 8 (0)               |
| Maxime Médard      | Ailier                 | France | Tournoi des Six Nations Tournée de juin                | 6 (5)               |
| Louis Picamoles    | Troisième ligne centre | France | Coupe du monde Tournoi des Six Nations Tournée de juin | 7 (5)               |
| Census Johnston    | Pilier                 | Samoa  | Coupe du monde Coupe des Nations du pacifique          | 6 (0)               |
| Paul Perez         | Ailier                 | Samoa  | Coupe du monde Coupe des Nations du Pacifique          | 5 (5)               |
| Iosefa Tekori      | Deuxième ligne         | Samoa  | Coupe du monde                                         | 2 (0)               |

### En rugby à sept
Deux joueurs toulousains connaissent des sélections internationales en rugby à sept : Semi Kunatani et Arthur Bonneval.
| Joueur          | Poste  | Pays   | Compétition  | Sélections (points) |
| --------------- | ------ | ------ | ------------ | ------------------- |
| Arthur Bonneval | Centre | France | World Series | 11 (5)              |
| Semi Kunatani   | Ailier | Fidji  | World Series | 19 (50)             |